# Heliotropium melanopedii
Heliotropium melanopedii är en strävbladig växtart som beskrevs av L.A. Craven. Heliotropium melanopedii ingår i Heliotropsläktet som ingår i familjen strävbladiga växter. Inga underarter finns listade i Catalogue of Life.